# Имре Ковач
Имре Ковач (мађ. Kovács Imre; Будимпешта, 26. новембар 1921 — Будимпешта, 9. март 1996) био је мађарски фудбалер, репрезентативац и тренер. У спортској штампи се појављивао као играч под именом Kovács I. Његов брат Јожеф Ковач је био такође фудбалер, тренер и репрезентативац.

## Каријера

### Клуб
Године 1933. почео је да игра фудбал у тиму Оетл. До 1945. играо је за БСзКРт СЕ, Татабања Бањас и Диошђор ВТК. Затим је био фудбалер МТК-а до 1959. године,  где је поред три лигашке титуле успео са клубом да буде шест пута други и једанпут трећи у својој прволигашкој каријери. Године 1955. био је члан тима који је освојио Средњоевропски куп, тада је клуб играо под именом Вереш лобого.

### Репрезентација
Између 1948. и 1952. године у репрезентацији се појавио 8 пута. Био је члан тима који је постао олимпијски шампион у Хелсинкију 1952. године. Као десни бек, у репрезентацији је био резервиста чувеном члану Златне екипе Јожефу Божику.

### Тренер
Као тренер је почео да ради 1956. године у ФК МТК. Прво у омладинским екипама, затим у резервном саставу од 1960. године. Био је главни тренер тима 1962. и 1964. године. Сребрна медаља шампионата, победа у Средњоевропском купу и друго место у КЕКу били су резултат његовог рада, али до финала КЕК-а Бела Волентик је већ био тренер плаво-белих. Године 1962. био је професионални менаџер Б репрезентације. Године 1964. добио је диплому фудбалског тренера на ТФу. Године 1965. био је оснивачки тренер Централне спортске школе. Затим је радио за тим Канал Суец у Египту. По повратку кући 1968. године непрекидно је радио 16 година у врхунским фудбалским тимовима. Печуј (више пута), Видеотон, Ујпешта, Шалготарјан, МТК, Раба ЕТО, Њиређхаза су станице његове тренерске каријере. Године 1973. добио је звање мајсторског тренера. Дожа Ујпешт је освојила две од седам лигашких титула заредом између 1969. и 1975. године. Године 1978. био је у финалу мађарског купа са МСЦ Печуј и изгубио је од Ференцвароша само у продужецима. Седео је на клупи у укупно 497 лигашких мечева, чиме је био трећи на листи свих времена.